# 羅家倫
罗家伦（1897年12月21日—1969年12月25日），字志希，籍貫浙江绍兴，生于江西进贤，中国国民党籍，教育家、历史学家，“五四运动”学生领袖及其命名者，曾任清华大学校长、中华民国考试院副院长、國史館館長。

## 生平

### 早年
1897年12月21日生於江西進賢。父親羅傳珍在江西任官，同情革命，曾為李烈鈞求情免其一死。民初，羅家寄居南昌。羅家倫少承庭训，习读文史，四歲進入私塾，識字，接受傳統教育。
1911年，在南昌時就讀於美教士高福綏（F. G. Gale）的英文夜校。1914年，投考進入上海复旦公学，曾任復旦雜誌的編輯，時常在報紙上發表文章。1917年秋，以作文滿分考入國立北京大学文科主修外國文學。
1918年11月，与傅斯年等創刊《新潮》月刊，協助胡適、錢玄同等文學改革運動。1919年五四運動中，撰写《北京學界全體宣言》，为学生领袖之一。11月19日，新潮社改組羅接替傅斯年擔任主編。年底，南下上海，參加全國學生聯合會。 
1920年秋，由蔡元培的推薦，獲得穆湘玥基金資助得到留学機會，進入普林斯顿大学學習歷史與哲學。1921年秋，因後杜威的吸引轉學至哥伦比亚大学深造，認識了同在哥大求學的蔣廷黻。1922年，轉赴英國倫敦大學研究院和傅斯年一同學習。1923年冬，赴柏林大学歷史研究所學習。1924年，紗廠生意蕭條，穆湘玥也大受影響，資助中斷，留學費用改為出版界接濟。1925年，進入巴黎大学，並赴牛津大学蒐集中國近代史的史料。
1926年春，提出中國近代史研究的計劃，並由伯希和推薦進入巴黎亞洲學會。8月，回国任教于国立东南大学历史系及附中。

### 从政
1927年4月，蔣中正部駐紮南昌，任命羅家倫為北伐军总司令部参议、编辑委员会委员长參加北伐。8月12日，參加中國国民党中央党务学校的籌辦，任副教務主任。蔣下野後，學校各主任也離開南京，羅即受命代理校務。
1928年1月，蔣復職，繼續北伐，3月，羅任戰地政務委員會委員兼教育處主任。5月，濟南慘案發生後，羅家倫和熊式輝曾奉命與日軍交涉。6月，隨北伐軍進入北京，在北京招收新生後回南京。8月17日，清华学校更名國立清华大学，21日，羅家倫被任命為校长，期间整顿教育，裁并冗员，精简机构，罗致优师，扩建设施，卓有成效。
1929年3月15日至28日，赴南京出席中國國民黨第三次全國代表大會。1930年，中原大戰爆發，北平被閻錫山佔領，清華同學會有人發起“驅羅運動”。5月23日，羅向教育部請辭，返回南京後即隨戴傳賢前往河南勞軍。10月，受聘前往武漢大學任教授。
1931年1月，回南京擔任中央黨務學校教務主任，改政治學校為四年制大學，並將政校蒙藏班改為蒙藏學校，推動教育公平，培養人才。12月9日，受任為國民政府特種教育委員會委員，負責學潮、學風的整頓。
1932年1月7日，參加國難會議，任籌備委員。一·二八事件後，政校西遷開封，淞滬協定後才搬回南京。9月5日，正式就任国立中央大学校长，广揽名师，兴办学科，兴建校舍，延續南高、东大时期之校风提出“誠、樸、雄、偉”的学风，以“创造有机体的民族文化”为中大的最高使命；此后虽历经抗战西迁重庆，中大仍蓬勃发展，成长为名副其实的最高学府。
1937年，推動中大新校區的建設，但因抗戰爆發作罷。羅參加廬山會議後就返校組織西遷工作，11月初，中大順利在沙坪壩復課。1939年，任三民主義青年團常務監察。
1941年8月，辭任中央大學校長，出任滇黔党政考察团团长入滇考察以備滇緬邊境發生事變，12月8日任務結束後返渝。
1943年6月7日，任监察院首任新疆省监察使，受中央設計局之命任西北建设考察团团长出發考察，次年3月完成任務，此後又數次赴新疆考察。
1944年春，蘇俄在阿爾泰山區煽動軍事衝突，羅奉命也飛至烏魯木齊，8月29日，新疆政府改組，國民政府才終於完全控制新疆。
1945年，抗戰勝利後，担任联合国教科文组织筹备会议代表，重訪牛津、劍橋；後轉法國諾曼底，經南美，中美，而重訪美國。
1946年2月10日，自美返回上海，旋即轉往重慶。5月，政府還都南京，任黨史會副主任委員。
1947年2月26日，國民政府特任羅家倫為驻印度特命全權大使，和印度商定西藏事務。:8298並兼世界各国驻印使节团团长。4月28日，離京赴滬，5月5日，抵達新德里。

### 赴台
1950年2月1日，由印度新德里到臺灣，定居台北擔任總統府國策顧問、故宮博物院和中央博物院理事、黨史會主委。
1952年4月21日，就任考試院副院長。
1953年6月30日，受聘為教育部簡體字研究委員會委員。
1954年1月，率團前往金門勞軍。2月19日，出席國民大會，當選主席團主席。3月7日，當選中國歷史學會理事。8月17日，考試院副院長屆滿卸任。
1958年4月，又任國史館館長，至到1968年冬因身體原因辭任。
1969年夏，病勢漸重，12月25日，在台北榮民醫院逝世。

## 著作
- 《新人生觀》
- 《新民族觀》
- 《科學與玄學》
- 《逝者如斯集》
- 《心影遊蹤集》
- 《國父年譜》
- 《黑雲暴雨到明霞》
- 《人類良心備忘錄》
- 《羅家倫先生文存》(共十四冊，原編十二冊、補編一冊、附編一冊。國史館出版，1976年12月)

## 紀念
- 國立中央大學志希館（管理學院）、羅家倫講堂。
- 國立政治大學志希樓（第一代圖書館館址，今理學院院址）、羅家倫講堂（指南校區達賢圖書館）。
- 國史館志希樓（國史館新店閱覽室）。

## 軼事
相傳羅家倫就讀北大時，曾寫一百封情書追求北大校花。最初因相貌醜陋遭拒，最後這位校花開出三個條件：留洋博士、大學校長、夫妻同行必須保持相當距離，她才願嫁。據國民黨黨史館資料顯示這故事為編出來的。
國民黨黨史館的《五四名人書札》中，就有羅家倫當年所寫情書，情書是用國民黨專用信紙所寫成。但羅家倫的妻子張維楨就讀滬江大學，並非北大校花，兩人於1927年11月在上海結婚，育有二女羅久芳、羅久華，羅久蓉則為其姪女。
羅家倫任清華校長時，送史學家陳寅恪一本他編的《科學與玄學》，陳寅恪回贈一副對聯：“不通家法科學玄學，語無倫次中文西文。”又對羅家倫說：“我再送你一個匾額：儒將風流。你在北伐軍中官拜少將，不是儒將嗎？你討了個漂亮的太太，正是風流。”
李敖的1962年4月12日日記上寫：“上午羅家倫、陶希聖來參觀臥房，羅進即復出，陶見裸女不敢進，笑死人，陶哼了一聲，羅哈了一聲，真是哼哈二將。”
張幼儀在自己的回憶錄《小腳與西服》中，提到在她與徐志摩離婚之後，曾經有位中國人追求過她。由於書中以「盧家仁」為音譯，長久以來一直都沒有人將這個中國人與羅家倫聯想在一起，直到最近有學者根據張幼儀書中對這位追求者的描述，推測「盧家仁」很可能就是羅家倫本人。
從時間軸來看，當時羅家倫人在德國，極有可能與也身在柏林的張幼儀有所接觸；其次，羅家倫本人最著名的就是一雙毛茸茸的「熊掌」，也與張幼儀對追求者的描述相符合。除此之外，當時羅家倫和他的女朋友張維楨正因誤會冷戰中，也因此斷了好一陣子的書信聯繫，極有可能在這段空窗期遇上張幼儀，進而受其吸引。不過最後張幼儀還是因為傳統觀念拒絕了羅家倫的追求，在這之後羅家倫又與張維楨恢復連繫，最後有情人終成眷屬。